# Biografielijst Jh

## Jha
- Eddy Jharap (1944), Surinaams zakenman

## Jho
- Mariano Jhocson (1877-1928), Filipijns universiteitsbestuurder en oprichter van de National University in de Filipijnen